# Вал-Верде (округ, Техас)
Шаблон:StateAbbr_ 29°53′ пн. ш. 101°09′ зх. д. / 29.89° пн. ш. 101.15° зх. д.
Округ Вал-Верде (англ. Val Verde County) — округ (графство) у штаті Техас, США. Ідентифікатор округу 48465.

## Історія
Округ утворений 1885 року.

## Демографія
За даними перепису 2000 року загальне населення округу становило 44856 осіб, зокрема міського населення було 40335, а сільського — 4521. Серед мешканців округу чоловіків було 22087, а жінок — 22769. В окрузі було 14151 домогосподарство, 11323 родин, які мешкали в 16288 будинках. Середній розмір родини становив 3,55.
Віковий розподіл населення поданий у таблиці:
| Стать    | До 15 років | 15-21 | 22-29 | 30-39 | 40-49 | 50-65 | 65-85 | Понад 85 |
| -------- | ----------- | ----- | ----- | ----- | ----- | ----- | ----- | -------- |
| Чоловіки | 6170        | 2368  | 2610  | 3224  | 2492  | 3029  | 2040  | 154      |
| Жінки    | 5905        | 2303  | 2523  | 3303  | 2765  | 3251  | 2395  | 324      |

## Виноски
1. ↑  U.S. Decennial Census. United States Census Bureau. Архів оригіналу за 19 липня 2018. Процитовано 12 травня 2015.
2. ↑  Texas Almanac: Population History of Counties from 1850–2010 (PDF). Texas Almanac. Архів оригіналу (PDF) за 26 лютого 2015. Процитовано 12 травня 2015.
3. ↑  State & County QuickFacts. United States Census Bureau. Архів оригіналу за 22 липня 2011. Процитовано 29 грудня 2013.(англ.) Наведено за англійською вікіпедією.
4. ↑  American FactFinder. Бюро перепису населення США. Архів оригіналу за 26 лютого 2012. Процитовано 31 січня 2008.

| США | Це незавершена стаття з географії США. Ви можете допомогти проєкту, виправивши або дописавши її. |